# Andrzej Białas
Andrzej Białas, né le 26 juillet 1936, est un physicien polonais, professeur de mathématiques et sciences physiques, président de l'Académie polonaise des arts et sciences (Polska Akademia Umiejętności).

## Biographie
Andrzej Białas a effectué des études de physique à l'université Jagellonne de Cracovie et a soutenu une thèse de doctorat sur la théorie de la relativité générale en 1962. Il a obtenu son habilitation en 1966 et le titre de professeur en 1986.
Sa carrière professionnelle s'est déroulée pour l’essentiel à l'Institut de physique de l'université Jagellonne et à l'Académie polonaise des sciences (PAN), dont il est membre, avant de contribuer à la reconstitution de l'Académie polonaise des arts et sciences (PAU).
Son travail scientifique relève du domaine de la physique théorique et de la physique des hautes énergies. Il a travaillé notamment sur les collisions de hadrons : il est un des auteurs du modèle dit Białas-Błeszyński-Czyż (1976).  Son travail sur le phénomène de l'intermittence (coécrit avec Robert Peschanski au Centre CEA de Saclay) a ensuite été largement cité.

## Distinctions et récompenses
Il a reçu le titre de professeur honoraire en 2009.
Il a reçu de nombreuses décorations polonaises et étrangères, notamment la médaille de la Commission de l'éducation nationale et l'Ordre Polonia Restituta.